# Capelli neri
I capelli neri, così comunemente chiamati anche capelli corvini, sono il colore di capelli maggiormente diffuso al mondo. I capelli neri sono un tratto genetico dominante e probabilmente rappresentano il colore di capelli originale dell'Homo sapiens. Questa pigmentazione è dovuta a maggior eumelanina. Sotto una forte luce appaiono comunque di un intenso marrone scuro.

## Distribuzione
I capelli neri sono presenti in tutte le etnie del mondo anche se si differenziano per la loro forma. I capelli neri fra gli europei sono generalmente ondulati, fra gli asiatici prevalgono i capelli neri lisci mentre fra gli africani prevalgono i capelli neri crespi.
In Europa i capelli neri sono particolarmente diffusi nell'Europa meridionale (Italia, Penisola Iberica e Grecia), nella penisola balcanica e in Romania. Sono comuni anche in alcune zone dell'Europa centrale (ad esempio in Germania e in Francia) e in parte dell'Europa settentrionale, soprattutto nelle isole britanniche, dove raggiungono una diffusione compresa fra il 10-20% della popolazione.
Sono invece quasi una rarità nei paesi della Scandinavia.
Per quanto riguarda l'Italia nel 1859-1863 secondo un'indagine antropometrica su soldati di leva, i capelli neri raggiungevano una percentuale del 30% nelle regioni settentrionali, 35-40% nelle regioni centrali e meridionali, e un massimo del 45% circa in Sicilia e Sardegna. Secondo un'indagine realizzata nel 1983 basata su moderne metodologie antropologiche, quali la scala Fischer-Saller, in Sardegna vi è in realtà una predominanza di tonalità brune e non di capelli neri come affermato da Ridolfo Livi più di un secolo prima.

## Galleria d'immagini

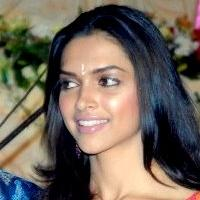
Deepika Padukone, attrice indiana
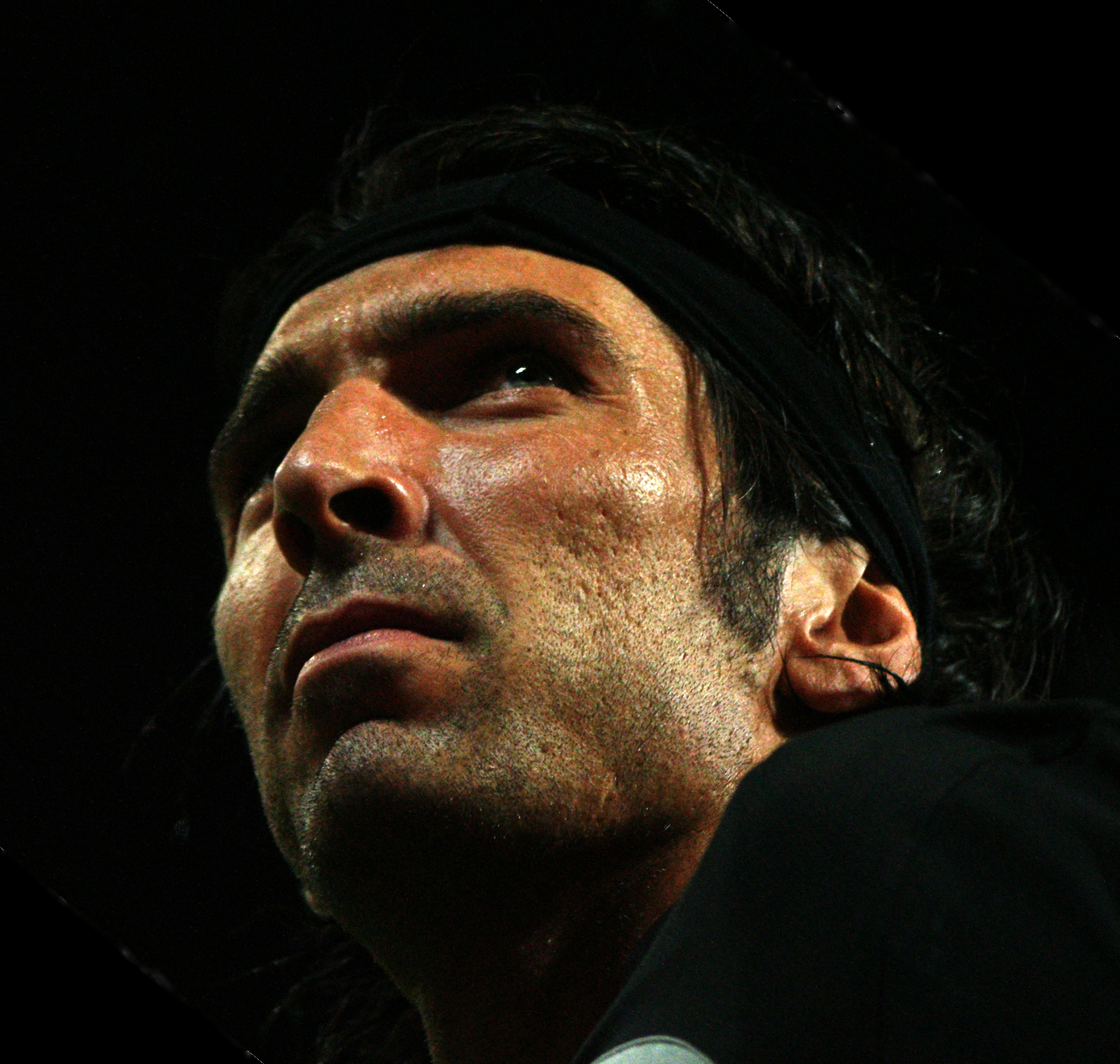
Gianluigi Buffon, calciatore italiano
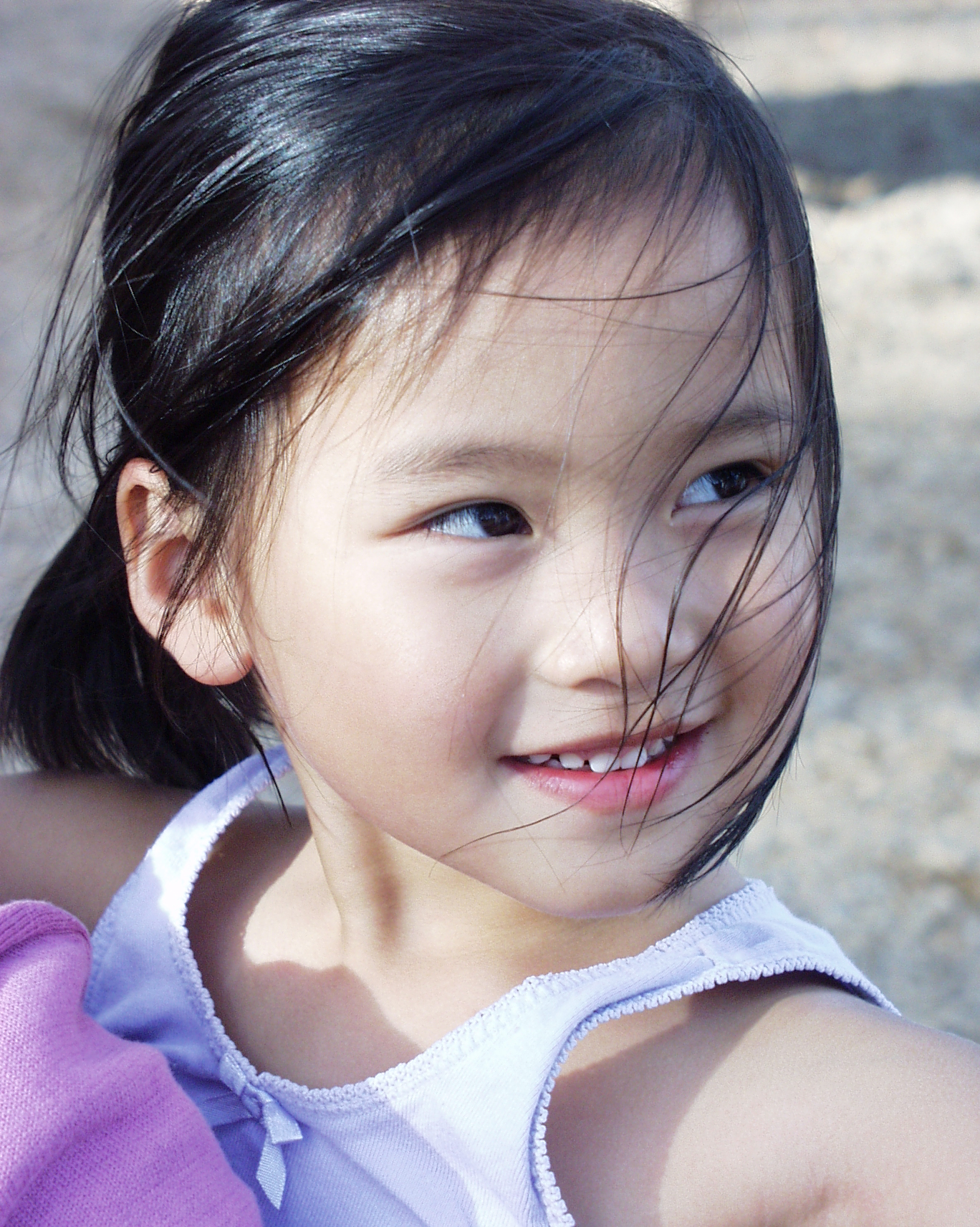
Bambina cinese
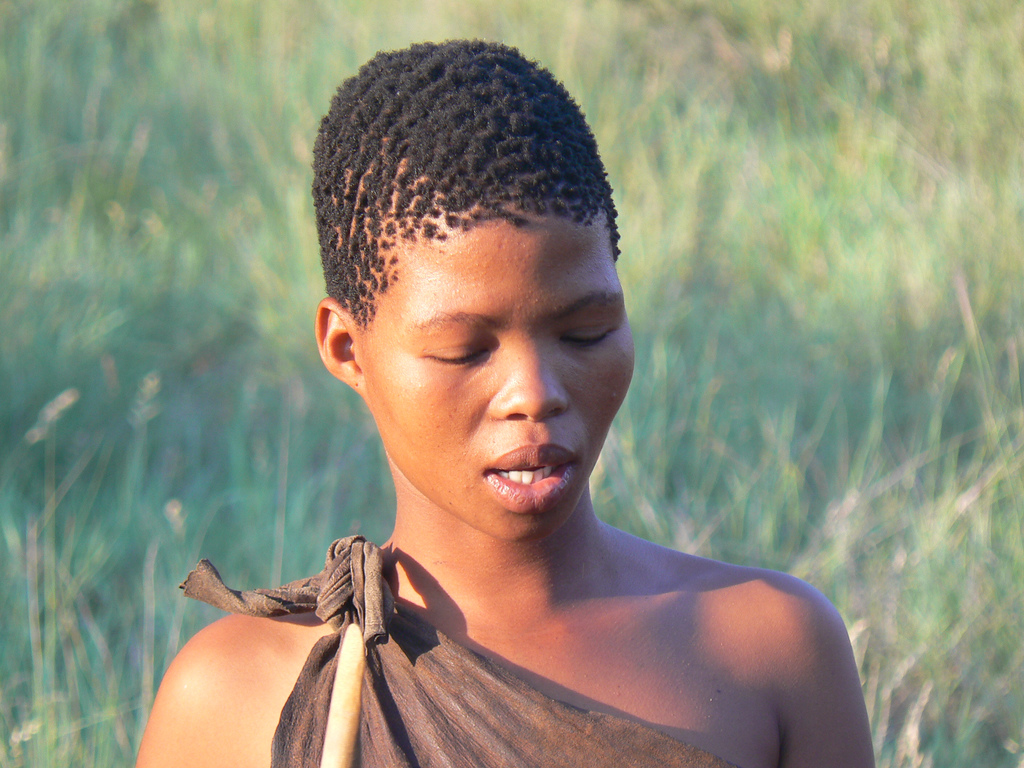
Donna khoisan